# Пасси, Ипполит
Ипполит Пасси (фр. Hippolyte Passy; 16 октября 1793, Гарш (ныне О-де-Сен) — 1 июня 1880, Париж) — французский государственный деятель и экономист.

## Биография
Родился в семье государственного служащего Первой империи родом из Жизора. С детства мечтал стать военным, в 1809 году поступил в кавалерийское училище в Сомюре, в 1812 году стал лейтенантом гусарского полка и принял участие в последних кампаниях Наполеона Бонапарта. После поражения Наполеона под Ватерлоо подал в отставку и, не приняв Реставрации Бурбонов, отправился во Французскую Вест-Индию, а затем в Луизиану. Ещё во время путешествия по морю начал изучать труды Адама Смита и серьёзно заинтересовался экономикой. По возвращении во Францию поселился недалеко от Жизора, где занялся сельским хозяйством. В это же время заинтересовался политикой и журналистикой, начав сотрудничать в различных оппозиционных газетах, в том числе в издании «National» с момента его основания.
После установления Июльской монархии был 28 октября 1830 года избран депутатом парламента от департамента Эр, примкнув к партии своего друга Адольфа Тьера; переизбирался от этого же департамента 5 июля 1831 и 21 июня 1834 года; в парламенте занимался в основном бюджетно-финансовыми вопросами. В просуществовавшем несколько дней правительстве Маре занимал 10-18 ноября 1834 года пост министра финансов. 6 декабря 1834 года был избран вице-председателем Палаты депутатов, занимая этот пост до 1839 года (с перерывами на исполнение обязанностей министра). С 22 февраля по 25 августа 1836 года был министром торговли и благоустройства в правительстве Тьера, затем выступил против сменившего его кабинета Мола, сыграв важную роль в коалиции, которая в итоге привела к падению этого правительства. Успешно переизбирался 19 марта 1836, 4 ноября 1837 и 2 марта 1839 года. 14 апреля 1839 года был избран председателем Палаты депутатов, 12 мая 1839 года занял пост министра финансов в правительстве маршала Сульта (сохранял пост до падения кабинета 1 марта 1840 года; во многом это было связано с внесением Пасси 20 февраля 1840 года предложения о дотации герцогства Немюр), 8 июня того же года успешно переизбрался в парламент; в 1839 году произошёл его разрыв с Тьером. В очередной раз успешно переизбрался 9 июля 1842 года, 16 декабря 1843 года стал пэром Франции. 24 апреля 1845 года стал командором Ордена Почётного легиона (кавалером стал ещё в 1813 году), с 7 июля 1838 года являлся академиком французской Академии моральных и политических наук.
В 1848 году не был переизбран в парламент, однако 20 декабря 1848 года занял пост министра финансов в первом правительстве Барро, а затем и во втором (до 31 октября 1849 года). 13 мая 1849 года вновь был избран в парламент. После переворота Луи-Наполеона 2 декабря 1851 года ушёл из политики и посвятил остаток жизни написанию работ по политической экономии, в которых выступал против колониализма, рабства и в поддержку свободной торговли. В 1845 году стал одним из основателей Французского общества политической экономии.
Первое сочинение Пасси, благодаря которому он получил известность, вышло в 1826 году — «De l’aristocratie dans ses rapports avec les progrès de la civilisation». Другие работы его авторства: «Memoires sur les formes des gouvernements» (1841), «Des systèmes de culture en France et de leur influence sur l’economie sociale» (1846), где Пасси высказывается за мелкое землевладение, как дающее больший чистый доход; «Des causes de l’inégalité des richesses» (1848), «Des formes des gouvernements et des lois qui les régissent» (1870), где излагались преимущества монархической формы правления для Франции.
Дядя Фредерика Пасси.